# Gaetano Rasi
Gaetano Rasi (Lendinara, 15 maggio 1927 – Bracciano, 20 novembre 2016) è stato un politico ed economista italiano.

## Biografia
Docente universitario di Politica economica alle università del Molise e di Salerno. Intellettuale ed economista da sempre vicino al Movimento Sociale Italiano, di cui è stato dirigente nazionale. Negli anni sessanta fece parte dell'Istituto nazionale di studi politici ed economici. Fondò insieme a Ernesto Massi l'Istituto di Studi corporativi, un punto di riferimento di studi e di strategia della politica economica del MSI, di cui fu direttore dal 1972 al 1993.
Consigliere di Amministrazione dell'Agenzia per il Mezzogiorno dal 1986 al 1992 e di Telecom Italia (1994-1997). Ha diretto l’opera in 26 volumi Annali dell’Economia Italiana, dall’Unità ai giorni nostri, per Ipsoa, (1977-1984).
Responsabile economico di Alleanza Nazionale, nel gennaio 1995 è indicato come Ministro del commercio con l'estero nel governo Dini, ma si dimette 24 ore dopo.
Nel 1996 fu eletto nel proporzionale in Piemonte, deputato alla Camera nella lista di Alleanza Nazionale, dove fu vice presidente della Commissione Attività produttive. Si dimise nel marzo del 2001, prima della scadenza naturale, perché eletto nell'Autorità Garante per la protezione dei dati personali.
Era presidente dell'Istituto Carlo Alberto Biggini e della Fondazione Ugo Spirito per gli studi filosofici, giuridici ed economici. Era anche presidente della Associazione cultural-politica CESI (Centro Nazionale Studi Politici ed Iniziative Culturali)

## Opere
- La società corporativa: Partecipazione, programmazione, ISC, 1973
- Libro bianco sulla politica economica del MSI-DN, Roma, 1977
- Storia della politica economica italiana, IPSOA, 1984
- Fondamenti di corporativismo, (con Franco Tamassia, Lino Di Stefano, Marzio Narici), ISC, 1982
- Società, consapevolezza, sviluppo, Edizioni scientifiche italiane, 1993
- Innovazioni tecnologiche e privacy, Ist. Poligrafico dello Stato, 2005
- Introduzione a Ugo Spirito. Il Corporativismo, Rubbettino, 2009
- Verso la terza Repubblica, Pagine, 2011
- Tutto è cambiato con la prima guerra mondiale. Società ed economia dal 1915 al 1922, Tabula fati, 2015
- Storia del progetto politico alternativo dal MSI ad AN (1946-2009), 2 volumi, Solfanelli, 2015
- Intervista sul corporativismo. La via sociale oltre la crisi dei vecchi modelli, Eclettica, 2017